# Münchner Künstlertheater
El Münchner Künstlertheater (Teatro de arte de Munich) fue el primer teatro construido en Alemania según la estética art nouveau. Fue diseñado por Max Littmann e inaugurado en el 1908 
El promotor principal fue el periodista y dramaturgo Georg Fuchs, que en el 1907 fundó una sociedad en Munich, el Verein Münchner Künstlertheater, con el objetivo expresado de construir un teatro según los cánones contemporáneos de la época.
El teatro tenía un escenario poco profundo, un proscenio y ningún foso de orquesta.
Aunque las primeras producciones organizadas por Fuchs no fueron particularmente exitosas, el edificio atrajo mucho interés gracias al proyecto innovador de Littmann.
En 1909 el teatro fue alquilado a Max Reinhardt y finalmente cerrado en 1914.
El edificio fue destruido en 1944 por los bombardeos de la Segunda Guerra Mundial.